# Bạo phong nhãn
Bạo Phong Nhãn (Tiếng Trung: 暴风眼, Tiếng Anh: Storm Eye) là một bộ phim truyền hình Trung Quốc mang đề tài đô thị, phòng chống gián điệp do Dương Mịch và Trương Bân Bân đóng chính. Được chỉ đạo bởi đạo diễn Kim Sa, kịch bản được viết bởi Lương Chấn Hoa. Phim khai máy ngày 01/04/2019 và đóng máy vào ngày 15/07/2019 sau 4 tháng nỗ lực quay phim.
Phim sẽ được phát sóng vào ngày 23/02/2021 trên kênh truyền hình Chiết Giang và Đông Phương đồng thời phát online trên Tencent và iQIYI. Tại Việt Nam phim được mua bản quyền bởi Viettel Media phát hành trên FPT Play và Keeng Movie mỗi tối lúc 21h từ ngày 24/02/2021.

## Nội dung
Bộ phim truyền hình《Bạo Phong Nhãn》với đề tài đô thị hiện nay với nội dung xuyên suốt là nhiệm vụ chống gián điệp đầy cam go của cảnh sát. Cục trưởng Trinh sát của Cục An ninh Quốc gia An Tĩnh (Dương Mịch đóng) nổi tiếng là cô gái thông minh, cương trực, thân thủ bất phàm kĩ năng trinh sát khó ai vượt qua được. Trinh sát viên Cục An ninh Quốc gia Mã Thượng (Trương Bân Bân đóng) là chàng trai nhanh nhẹn, sở hữu trí nhớ đáng nể thân thế có nhiều bí ẩn đã có cơ hội hợp tác cùng An Tĩnh trong một lần làm nhiệm vụ. Cả hai đều là những người ưu tú không ai có thể vượt qua, họ bắt tay để điều tra một âm mưu lớn của bọn tội phạm. Cũng từ đây An Tĩnh và Mã Thượng đã nảy sinh tình cảm, khi hai người phát hiện họ không chỉ hợp nhau trong công việc mà còn hợp trong cả suy nghĩ và tính cách. Thân thế của Mã Thượng là 1 dấu hỏi chấm.

## Diễn viên
- Dương Mịch vai An Tĩnh
- Trương Bân Bân vai Mã Thượng
- Lưu Nhuế Lân vai Đỗ Mãnh
- Đại Tư vai Miêu Phi
- Vương Đông vai Kiều Tây Xuyên
- Chương Thân vai Miêu Hoán Dương
- Triệu Y Lâm vai Biên Bức
- Vương Kiêu vai Trình Lôi
- Thạch Lượng vai Mã Tuấn Hải
- Thi Kính Minh vai Tống Minh
- Ninh Tâm vai Châu Luyến
- Liêu Kinh Sinh vai Tần Phong
- Dịch Đại Thiên vai Hách Tử Hiên
- Vương Nghệ Cẩn vai Miêu Lộ

và một số diễn viên khác...
- Dương Mịch vai An Tĩnh
- Trương Bân Bân vai Mã Thượng
- Lưu Nhuế Lân vai Đỗ Mãnh
- Đại Tư vai Miêu Phi
- Vương Đông vai Kiều Tây Xuyên
- Chương Thân vai Miêu Hoán Dương
- Triệu Y Lâm vai Biên Bức
- Vương Kiêu vai Trình Lôi
- Thạch Lượng vai Mã Tuấn Hải
- Thi Kính Minh vai Tống Minh
- Ninh Tâm vai Châu Luyến
- Liêu Kinh Sinh vai Tần Phong
- Dịch Đại Thiên vai Hách Tử Hiên
- Vương Nghệ Cẩn vai Miêu Lộ

và một số các diễn viên khác...